# Pintura de gênero

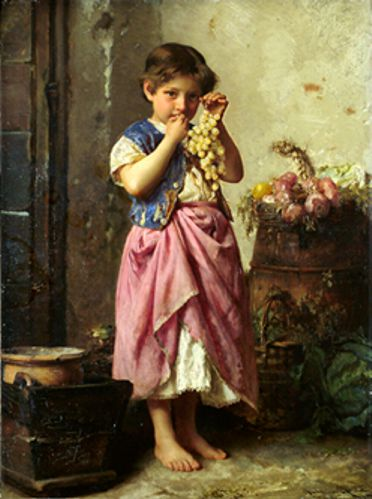
A menina e uvas, óleo sobre tela, pelo italiano Antonio Rotta

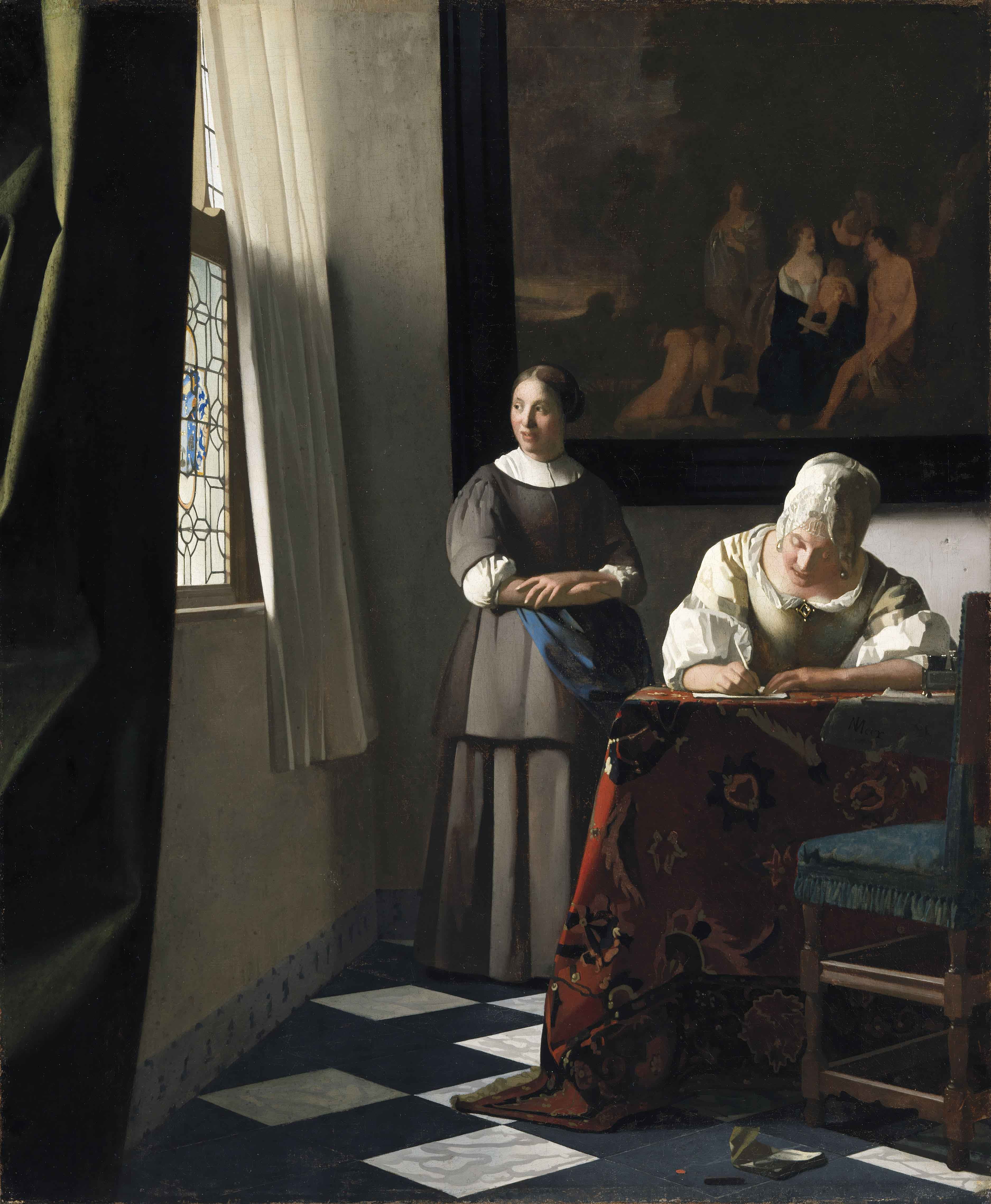
Senhora escrevendo uma carta com a criada, Vermeer, 1670, Dublin, Galeria Nacional da Irlanda

A pintura de gênero (português brasileiro) ou pintura de género (português europeu) desenvolveu-se a meio do florescimento do Barroco na Europa Católica (século XVII) nos Países Baixos, sobretudo nos Países Baixos do Norte (a porção que hoje corresponde à Holanda). Trata-se de um estilo sóbrio, realista, comprometido com a descrição de cenas rotineiras, temas da vida diária como homens dedicados ao seu ofício, mulheres cuidando dos afazeres domésticos, ou até mesmo paisagens. Nasce então a pintura de genre (ou petit genre) como uma resposta nacionalista, glorificadora da cultura neerlandesa, ao processo de libertação dos Países Baixos do domínio espanhol.

## História
Até a metade do século XVI, as dezassete Províncias dos Países Baixos pertenciam ao império espanhol sob reinado do Rei de Espanha e Imperador Sacro-Romano, Carlos V. Em 1556, abdica a favor de seu filho Filipe II, que estava mais interessado no lado espanhol do Império.
Durante o século XV, os Países Baixos tornaram-se uma região próspera e empreendedora (entrepreneurial) do Império dos Habsburgos. Carlos V e Filipe II começaram a cobrar taxas aos neerlandeses, quando precisavam arrecadar fundos para sustentar as investidas militares, levando a uma difundida visão (por parte dos neerlandeses) da Espanha como um explorador no poder. Antes da batalha de Lepanto (1571), os Habsburgos taxaram os neerlandeses para financiar a guerra contra os Turcos. Após Lepanto, Filipe II usou os neerlandeses para financiar novas guerras no Atlântico. Os inimigos da coroa espanhola eram, muitas vezes, parceiros comerciais dos neerlandeses. Os comerciantes neerlandeses viam-se então ameaçados pelas ações de Filipe II.
O Império dos Habsburgs impunha ao povo um catolicismo que possuía cunho político, o que fazia crescer a aversão dos neerlandeses a Filipe II. Os movimentos calvinistas enfatizavam virtudes como a modéstia, a clareza, a limpeza, a frugalidade e o trabalho duro, satisfazendo assim as expectativas dos holandeses que buscavam os seus direitos, liberdade e tolerância religiosa. 
As ideias protestantes e calvinistas que circundavam representavam uma ameaça ao Império Espanhol, e cada vez mais os Países Baixos se tornavam predominantemente calvinistas. No dia da Assunção da Virgem, em 1566, um pequeno incidente do lado de fora da catedral de Antuérpia deu início a um motim massivo de calvinistas, que invadiram as igrejas para destruir estátuas e imagens de santos católicos, que eles julgavam como heresias. A desordem continuou e, como reação, Filipe II enviou Fernando Álvarez de Toledo y Pimentel, duque de Alba (mais conhecido entre os protestantes neerlandeses como duque de ferro), para reprimir a rebelião.
Em 1568, Guilherme I de Orange, conhecido como Guilherme o taciturno, Stadtholder das províncias da Holanda, Zelândia e Utrecht, tentou retirar o impopular Alva das ruas de Bruxelas. No dia 23 de Maio de 1568 tem-se início a batalha de Heiligerlee, a que é atribuída o início da Revolta neerlandesa contra os espanhóis, mais conhecida como a Guerra dos 80 Anos.
As províncias reformistas do norte declaram-se independentes, em 1579, e formam a União de Utrecht, que é tida como o início da Holanda moderna. Mas, apenas em 1648, a Espanha finalmente reconhece a independência dos neerlandeses. A liberdade política atingida acaba incitando outras áreas, através da abertura a novas ideas culturais e científicas.
O período do século XVII é conhecido como Século de Ouro dos Países Baixos, no qual a Holanda era aclamada mundialmente na área do comércio, da ciência e das artes. Durante grande parte do século XVII, os neerlandeses, tradicionalmente bons marinheiros e fazedores de mapas hábeis e meticulosos, dominaram o mercado mundial, uma posição que, até então, era ocupada pelos portugueses e espanhóis, e mais tarde seria perdida para os ingleses, após uma longa competição que culminaria em diversas guerras (em sua maioria navais). Em 1602, foi fundada a Companhia das Índias Orientais Holandesa (Verenigde Oostindische Compagnie), que manteria o monopólio no comércio com a Ásia por dois séculos e iria se tornar a maior companhia comercial do mundo, no século XVII. Em 1609, foi fundado o banco de Amsterdão, um século antes da contra-parte inglesa.

## A Pintura Neerlandesa
O século XVII foi o grande século da pintura neerlandesa. De entre os diversos artistas do período os que mais se destacaram foram: Rembrandt, Willem Kalf, Adriaen van Ostade, Gerard Terborch, Aelbert Cuyp, Jacob van Ruisdael, Jan Steen, Pieter de Hooch, Johannes Vermeer, Willem van de Velde e Meindert Hobbema. Apesar da qualidade e abundância da arte produzida neste século, houve um grande declínio com a entrada do século XVIII e se estendeu até o século XIX, sendo revertida com a chegada do gênio impressionista, Vincent van Gogh, no final do século XIX, e as pinturas abstratas de Piet Mondrian no século XX.
Antes do surgimento da Holanda como uma nação, existia pouca distinção entra a arte dos Países Baixos do Norte e o Sul (arte flamenga). Durante a Idade Média a arte neerlandesa foi dominada pela influência de seus vizinhos mais fortes, Alemanha e França. Os artistas do século XV eram patronados e recebiam o suporte dos duques da Borgonha, cuja corte residia em Dijon. A arte era então voltada a motivos religiosos, sendo que vários dos artistas produziam peças para altares e outras pinturas religiosas no estilo realista.
A Renascença italiana começou a influenciar os Países Baixos do Norte no início do século XVI e se torna evidente nos trabalhos de Jan Mostaert (1475 - 1555/56) e Cornelis Engelbrechtsen (1468 - 1533). Jan van Scorel (1495 - 1562) foi o primeiro artista a viajar constantemente à Itália e assimilou com sucesso alguns elementos italianos ao seu estilo. Dentre os seus pupilos encontra-se Maarten van Heemskerck (1498 - 1574), um dos maiores representantes do Maneirismo, que tornou-se o estilo predominante na Holanda do século XVI. O Maneirismo copia o estilo das pinturas italianas, enquanto tenta deliberadamente quebrar com as regras clássicas. Buscava atingir a discordância em oposição à harmonia, e tentava criar novos efeitos nas pinturas. Haarlem e Utrecht tornaram-se os maiores centros de pintura maneirista, nos Países Baixos do Norte.
A luta pela independência e a exaltação nacionalista contribuirão fortemente para construir a natureza da arte neerlandesa, no século XVII. Os temas religiosos, históricos ou mitológicos não tinham mais apelo algum para os protestantes neerlandeses. Buscavam agora temas que exprimissem o orgulho pela nação. Esta auto-congratulação expressou-se através das paisagens, vistas das cidades, pinturas navais (a Holanda torna-se a potência naval do século XVII), e pinturas que glorificam a sua cultura burguesa, tais como retratos, pinturas de género e naturezas mortas. A Holanda não sofria influências estrangeiras, o que significa, que a arte que se desenvolveu foi original tanto nos temas quanto no estilo. A arte deixou de ser exclusividade dos mecenas, nobres ou religiosos, e passou a ser artigo da classe média em expansão. As pinturas eram raramente comissionadas, em sua grande parte eram vendidas assim como qualquer outra mercadoria.

## Características
As pinturas de gênero neerlandesas, do século XVII, caracterizam-se pela riqueza em detalhes, precisão e apuro técnico, numa tentativa de representar tudo aquilo que o olho humano é capaz de captar, de tal forma a dar à imagem um aspecto semelhante à vida. Em meio a estas mudanças do ponto de vista trazidas pelo processo de independência, surge a ideia de Kepler de definição da pintura, tomando por base a definição do olho, como formativa da imagem retiniana não-linear. Define o olho humano como um produtor mecânico de pinturas, desta forma, atrela o processo de pintar ao processo de ver, cria-se uma dialética entre a natureza e a arte, o que caracteriza a pintura do norte holandês.
Fora das esferas de influência dos grandes centros, desenvolve-se na Holanda uma pintura que se distancia da exuberância barroca, dos temas nobres e dos padrões de estética que orientam a arte desenvolvida na Itália, por exemplo. A busca pela representação do ambiente em que vive o povo holandês é constante. Os artistas se preocupam em representar, com o máximo de realismo, a perspectiva, as cores vivas dos objetos e a iluminação (ou falta da mesmo) nos ambientes. Para tanto, o artista faz uso de seu apuro técnico e, algumas vezes, de ferramentas, como a câmara obscura, que foi utilizada exaustivamente por Vermeer.
Surge nessa época o questionamento: estava sendo produzido arte, ou uma mera representação da realidade? O mesmo problema suscitado pela fotografia, que não se trata de um conflito entre arte e natureza, mas entre os diferentes modos de produção pictórica. Como o ver, o conhecer e o pintar se interagem levando à formação de pinturas mentais ou visuais? E.H. Gombrich tentou fundamentar a representação pictórica ocidental na natureza da percepção humana. Mas não existe, provavelmente, nenhum artista que tenha meditado tão contínua e profundamente acerca destas questões, quanto o fez Leonardo da Vinci.
| “ | Quem quer que perca a vista, perde a bela visão do mundo e é como uma pessoa encerrada viva num túmulo, onde possa movimentar-se e viver. Ora, já notaste que o olho abarca as belezas de todo o mundo? Ele é o senhor da astronomia, faz a cosmografia, aconselha e corrige todas as artes humanas, leva os homens a diferentes partes do mundo, é o príncipe da matemática, suas ciências são exatíssimas, ele mediu as alturas e as dimensões das estrelas, descobriu os elementos e suas localizações. Previu acontecimentos futuros pela observação do curso das estrelas, criou a arquitetura, a perspectiva e a divina pintura. | ” |

| “ | A mente do pintor deve ser como um espelho que se transforma na cor da coisa que lhe serve de objeto e é preenchido com tantas lembranças quantas são as coisas colocadas diante dele. Assim, pintor, sabe que não pode ser bom se não fores um mestre versátil na representação, por via de tua arte, de todos os tipos de forma que a natureza produz – que não saberás o que fazer, caso não as vejas nem as representes em tua mente. | ” |

| “ | O argumento aqui compõem-se de três partes: primeiro, a mente não é apenas como um espelho mas, colorida pelos objetos que ela reflete, é realmente transformada num espelho; segundo, a imagem assim produzida pela natureza é não-seletiva – cada forma produzida pela natureza é espelhada, e por isso o homem não tem nenhum privilégio; finalmente, em sua frase conclusiva, Leonardo distingue claramente entre a representação espelhada na mente e a visão do próprio mundo. Nessa concepção de pintura, o espelho é o senhor ou guia, e Leonardo nesse espírito, aconselha o artista a confrontar sua arte com a natureza espelhada. (...) Nessa visão, uma pintura revela-se a si mesma para a representação de aparências como a perspectiva atmosférica – o fato perceptivo de que os contornos parecem suavizados, as formas arredondadas a certa distância de nossos olhos – ou o espaço recurvado. Mas, se a pintura toma o lugar do olho, então o observador não está em parte alguma. Embora fascinado pelas aparências, Leonardo teme entregar-se a tais exigências de absorção total e receia o sacrifício das escolhas humanas racionais que essa noção da pintura supões. | ” |